# متیو اشپیرانوویچ
متیو اشپیرانوویچ (انگلیسی: Matthew Špiranović؛ زاده ۲۷ ژوئن ۱۹۸۸) یک بازیکن فوتبال است.